# Osogna
Osogna (in tedesco Usonien, desueto, in dialetto ticinese Osögna) è una frazione di 1 069 abitanti del comune svizzero di Riviera, nel Canton Ticino (distretto di Riviera).

## Geografia fisica

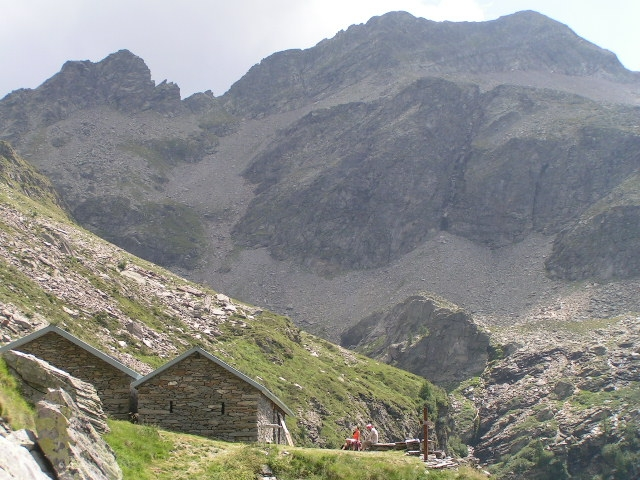
Il rifugio d'Örz nella valle di Osogna

Osogna è a 15 km a nord di Bellinzona e a 5 km a sud di Biasca, sulla sponda sinistra del fiume Ticino. La cima più alta è il Torrone Alto (2 952 m s.l.m.).
Il torrente Nala divide in due il borgo; il torrente Boggera segna il confine con la frazione di Cresciano. Le rocce della regione sono lo gneiss e il granito. La vegetazione è costituita castagni, faggi e altre latifoglie fino a 900 m s.l.m. e in seguito da conifere (abete, larice) fino a 2 000 m s.l.m. Il Ticino allagava sovente i prati e i campi del piano. Ancora oggi, malgrado i ripari, capita che alcune zone vengano allagate.

## Storia

### XIII-XVIII secolo
La località viene nominata per la prima volta nel 1210 (Usonia), ma presso il torrente Nala sono state trovate tombe romane.
L'agricoltura era l'attività principale della popolazione: castagne, vigneti (nella corrispondenza tra il duca di Milano e Giovanni Molo, vicario di Claro e Osogna, nel 1459 tale Giacomo da Cornon voleva costringere il comune a ricostruire il muro della sua vigna, indebitamente abbattuto), grano (i covoni di grano erano battuti e messi a seccare sulla rascana, struttura in legno simile a una scala a pioli, nella zona chiamata appunto Rascana) e segale.
Nella valle di Osogna c'erano molti animali selvatici: l'ultimo orso è stato ucciso da Giuseppe Mattei nel 1811. Il cantone versava 50 lire di Milano per ogni orso ucciso (bisognava consegnare la zampa destra).
Un regolamento della vicinanza di Osogna del 1410 precisava che se una famiglia aveva più di dieci capre doveva pagare una decima (un capretto buono). Nell'assemblea dei vicini del 3 agosto 1448 si decise la locazione di un edificio per una segheria: i presenti erano designati solo con il nome. Il godimento dei pascoli durante l'estate era diviso fra le famiglie patrizie. Questa attività agricola tipica delle regioni alpine (transumanza statica: si cominciava a salire sui primi monti per terminare sui pascoli a 2 000 m s.l.m. alla fine dell'estate) fu abbandonata nel 1950.
Osogna fu il capoluogo del baliaggio di Riviera dal 1573 al 1798 e del distretto di Riviera dal 1803. Il balivo o landfogto rappresentava il potere dei tre cantoni sovrani (Uri, Svitto e Untervaldo) e amministrava la giustizia; le esecuzioni capitali avevano luogo alla "Giustizia" fra Biasca e Osogna (ad esempio quelle comminate a assassini, stregoni, eretici e streghe).

### XIX-XXI secolo
Il villaggio era un luogo di passaggio sulla strada del passo del San Gottardo; alcune osterie si occupavano dei passeggeri e dei cavalli che si fermavano per la notte. L'apertura della ferrovia del Gottardo (nel 1882) permise a diversi abitanti di lavorare come operai per la manutenzione della linea, meccanici alle officine di Biasca e Bellinzona o ferrovieri sui treni. L'emigrazione verso gli Stati Uniti e l'America Latina fu molto forte dal XIX secolo e fino alla seconda guerra mondiale. Dopo la prima guerra mondiale, la scuola elementare di Osogna fu conosciuta nel Cantone e all'estero poiché la maestra Giovannina Mattei-Alberti praticava il metodo Montessori.
L'estrazione del granito si sviluppò dalla fine del XIX secolo, con l'apertura della ferrovia del Gottardo; nel 1899 lavoravano 1 500 operai nelle cave di Osogna: era una delle principali industrie ticinesi, molto dipendente dall'attività edilizia. Nel 1908 la produzione era già diminuita di metà e la concorrenza del calcestruzzo armato diventava sempre più forte. Gli operai provenivano dall'Italia e la silicosi era una malattia professionale tipica per gli scalpellini. Gli scioperi per ottenere delle migliori condizioni di lavoro e di salario erano frequenti. Le ultime cave furono attive fino al 1960; oggi, le cave ancora aperte si trovano a Cresciano.

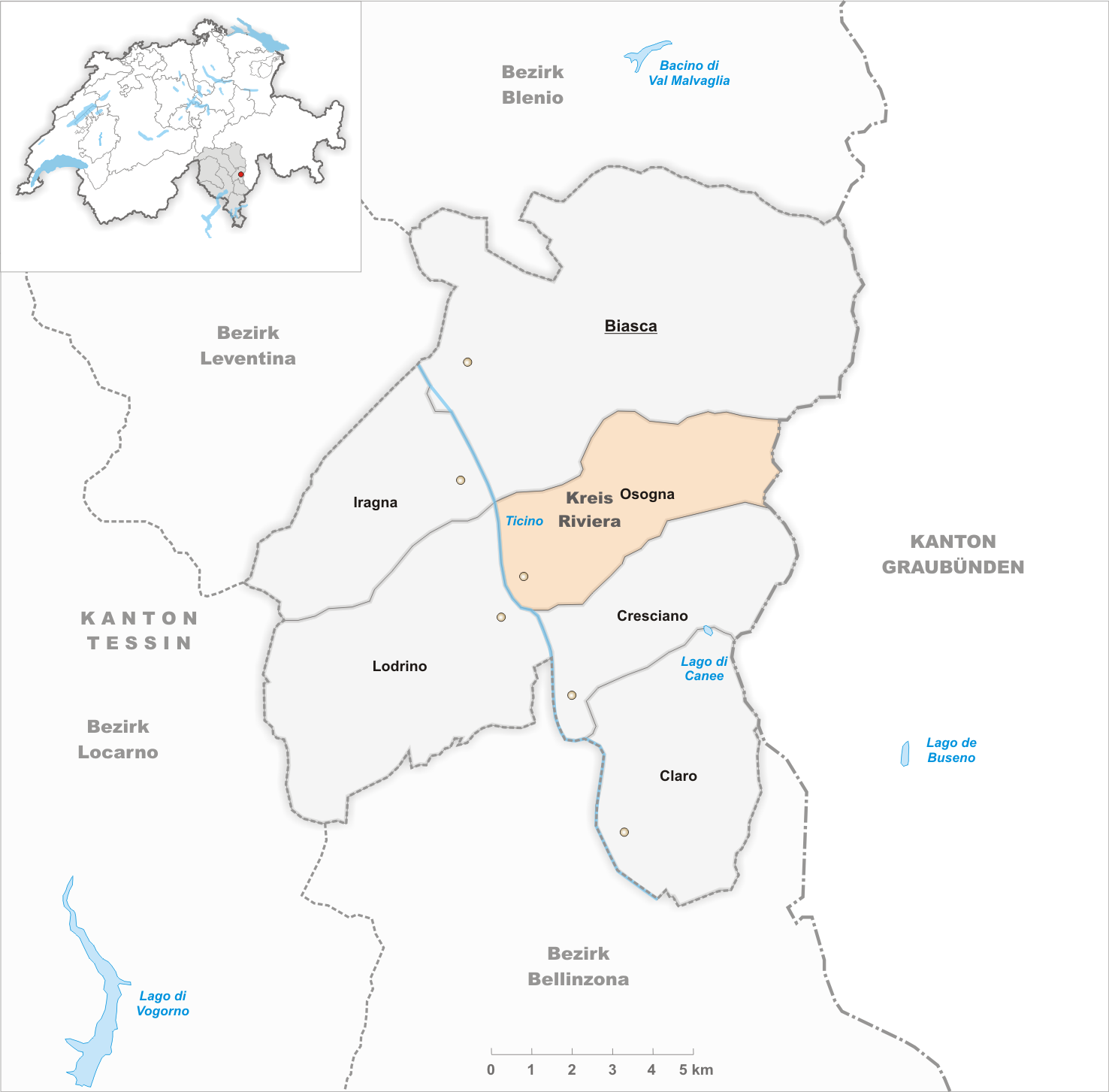
Il territorio del comune di Osogna prima degli accorpamenti comunali del 2017

Già comune autonomo che si estendeva per 18,97 km², il 2 aprile 2017 è stato accorpato agli altri comuni soppressi di Cresciano, Iragna e Lodrino per formare il comune di Riviera, del quale Osogna è capoluogo.

## Monumenti e luoghi d'interesse

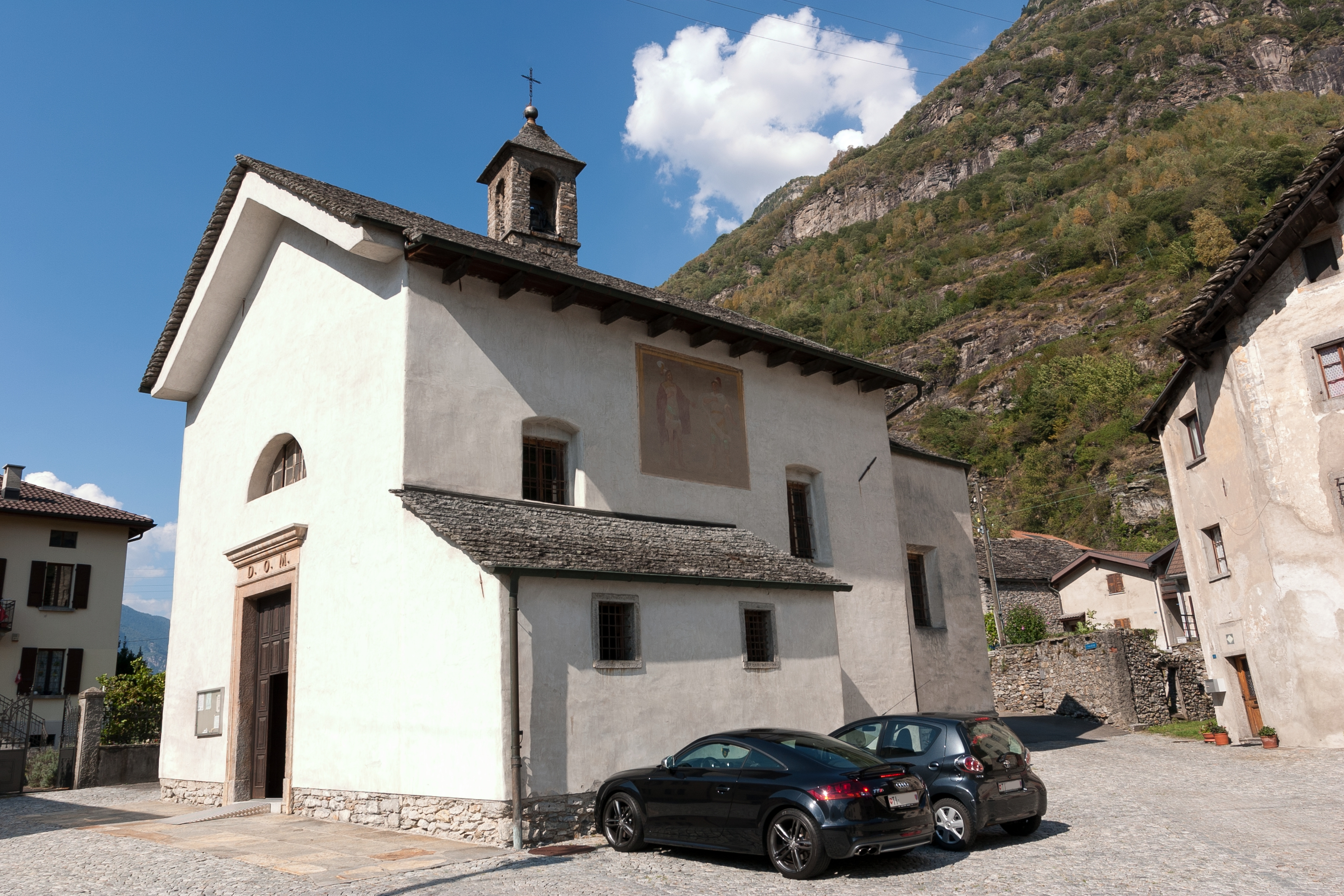
La chiesa parrocchiale dei Santi Felino e Gratiniano

- Chiesa parrocchiale dei Santi Felino e Gratiniano, attestata dal XIII secolo[2];
- Chiesa della Santa Pietà, eretta nel XVI secolo[2];
- Chiesa di Santa Maria del Castello, eretta nel XVIII secolo[2];
- Rifugio d'Örz;
- Pozzo[senza fonte].

## Società

### Evoluzione demografica
L'evoluzione demografica è riportata nella seguente tabella:
Abitanti censiti

## Amministrazione
Ogni famiglia originaria del luogo fa parte del cosiddetto comune patriziale e ha la responsabilità della manutenzione di ogni bene ricadente all'interno dei confini della frazione. Il patriziato di Osogna possiede tutta la zona montana, in particolare i boschi e i pascoli della valle di Osogna, e risale alla vicinia del Medioevo.
.